# Carabus dorogostaiskii
Carabus (Diocarabus) dorogostaiskii – gatunek chrząszcza z rodziny biegaczowatych i podrodziny Carabinae.

## Taksonomia
Gatunek ten został opisany w 1983 roku przez Wiktora Gieorgijewicza Szylenkowa. Lokalizacją typową jest Buriacja na Syberii. Holotyp odłowiono u źródeł rzeki Bolszoj Amałat.

## Opis
Ciało długości od 14,3 do 18 mm. Głowa i dysk przedplecza raczej gęsto i grubo punktowane, ale nie- lub nieco tylko pomarszczone. Czułki o trzecim i czwartym członie z ciemnoczerwoną nasadą. Boki przedplecza przed kątami tylnymi silnie zafalowane. Kąty tylne krótkie, nieco wystające. Linia środkowa przedplecza słaba, ale wyraźna. Pokrywy wydłużone, jajowate, wypukłe, o urzeźbieniu bardziej jednolitym, a międzyrzędach słabiej wyniesionych niż u  C. loschinkovi. Na rzeźbę składają się po pięć międzyrzędów między dwoma sąsiednimi rzędami dołków. Międzyrzędy przerywane punktami do postaci łańcuszkowatej lub guzkowatej. Pierwszorzędowe międzyrzędy nieco szersze i silniej wyniesione, a czwartorzędowe dobrze rozwinięte. U wierzchołka pokryw i po ich bokach międzyrzędy zbieżne. Barwa pokryw czarniawomosiężna lub mosiężnoruda z jaskrawozielonymi, rzadziej mosiężnorudymi bokami i jaśniejszymi dołeczkami. Odnóża czarne. Edeagus smukły, umiarkowanie zakrzywiony i o wąskim wierzchołku.

## Występowanie
Biegacz ten zasiedla różne habitaty na średnich wysokościach górskich, takie jak: lasy modrzewiowe, brzeziny, zarośla, łąki i turzycowe bagna.
Chrząszcz palearktyczny. Występuje w północnej Mongolii oraz rosyjskich: Buriacji, rejonie czytyjskim i Jakucji. Jego zasięg zoogeograficzny w Rosji określany jest jako obejmujący Wyżynę Środkowosyberyjską i Depresję Jakucką z rejonu środkowosyberyjskiego, Wyżynę Stanową i Witimską z rejonu zaajkalskiego oraz północną Cisamurię.